# Gothmog
Gothmog je jméno dvou zcela odlišných postav ve fantasy světě Středozemě J. R. R. Tolkiena.

## První věk
Ohnivý démonický Maia, pán všech balrogů. Byl služebníkem Morgotha v časech Prvního věku Středozemě.
Když se Noldor vrátili do Středozemě, obklíčil a srazil k zemi Fëanora, který na následky zranění zemřel. V bitvě Nirnaeth Arnoediad zabil Fingona, nejstaršího Fingolfinova syna, a téhož dne zajal také Húrina a odvlekl jej do Angbandu. Smrt našel až při plenění Gondolinu rukou kapitána Ectheliona, který však v souboji zahynul také.

## Třetí věk
Ve Třetím věku nesl stejné jméno skřetí pobočník z Minas Morgul (služebník Černokněžného krále). Padl v bitvě na Pelennorských polích.